# Regionalflughafen Monterey

i7
i11
i13
Der Regionalflughafen Monterey (englisch Monterey Regional Airport, IATA-Code: MRY, ICAO-Code: KMRY) ist ein öffentlicher Flughafen 3 km südöstlich von Monterey, Kalifornien, in den Vereinigten Staaten.

## Flughafendaten
Er hat zwei Asphaltpisten, eine mit 1067 m Länge und 18 m Breite und eine mit 2186 m Länge und 46 m Breite. Die Fläche des Flughafens beträgt 201 ha. Die Seehöhe beträgt 78 m.

## Geschichte
Der Monterey Regional Airport wurde 1936 als Monterey Peninsula Airport erbaut. Er wurde im September 2011 umbenannt.
Zu Beginn des Zweiten Weltkrieges mietete die Marine den Flughafen für $ 1 pro Jahr und die Civil Aeronautics Administration(CAA) stellte $ 1,7 Millionen für den Bau von festen Landebahnen bereit. Die US-Marine kaufte zusätzlich 17 Morgen (4,25 ha), auf denen Kasernen und Verwaltungsgebäude gebaut werden sollen. Der Bau begann im August 1942 und wurde im Mai 1943 als Hilfsbasis der Naval Air Station Alameda in Betrieb genommen. Die US-Marine blieb bis 1972.
.

## Historischer Flugbetrieb
Im Jahr 1933 führte Pacific Seaboard Air Lines planmäßige Passagierflüge mit einmotorigen Bellanca CH-300 durch, zwei tägliche Hin- und Rückflüge Los Angeles – Santa Barbara – Santa Maria – San Luis Obispo – Paso Robles – Monterey – Salinas – San Jose – San Francisco. Später verlegte Pacific Seaboard ihren Betrieb in den Osten der USA, wurde in Chicago and Southern Air Lines umbenannt und entwickelte sich zu einer inländischen und internationalen Fluggesellschaft, die 1953 von Delta Air Lines übernommen und mit dieser fusioniert wurde.

## Routen und verwendete Flugzeugtypen
- Von den 1930er Jahren bis 2001 wurde Monterey von den Hauptlinienflügen der United Airlines angeflogen. In 1942 flog United mit Douglas DC-3 nach Los Angeles, San Francisco und Santa Barbara.[8] Im Jahr 1966 flog United Airlines mit Convair CV-340 über Santa Barbara nonstop nach San Francisco (SFO) und Los Angeles (LAX).[9] Im Jahr 1969 wurden alle United-Flüge mit Boeing 727-100 und Boeing 737-200 nonstop nach Los Angeles und San Francisco geführt.[10] United verwendete später Douglas DC-8,[11] Boeing 727-200, 757-200 und Airbus A320; die DC-8 und 757 von United waren die größten Passagierflugzeuge, die in Monterey landeten. Von 1979 bis 1981  flogen die B727-100 der United nonstop nach Chicago und Denver.
- Pacific Air Lines: Boeing 727-100. Im Jahr 1966 flog Pacific die ersten Boeing 727 von Monterey nonstop  nach San Francisco und Los Angeles via Santa Barbara.[12]
- Hughes Airwest (vorher Air West): Douglas DC-9-10s und McDonnell Douglas DC-9-30s. In 1968 flog Air West Boeing 727-100s nonstop nach Los Angeles und nach Las Vegas.[13]
- Air California (Vorläufer von AirCal): Boeing 737-200
- Pacific Express: BAC One-Elevens[14][12]
- Pacific Southwest Airlines: Boeing 727-100 in den späten 1970er Jahren und BAe 146-200 in den späten 1980er.[15][16]
- USAir (Vorläufer der US Airways): BAe 146-200 (zuvor Pacific Southwest Airlines)[17]
- WestAir (als United Express): BAe 146-200[17]
- America West Express (durchgeführt von Mesa Airlines):[18] Canadair CRJ200
- ExpressJet: Embraer ERJ-145[19]

Vor Beginn des 727-Dienstes bediente Pacific Air Lines Monterey mit Martin 4-0-4, gefolgt von Fairchild F-27. Die Vorgängerin Southwest Airways begann Ende der 1940er Jahre mit Douglas DC-3, Monterey anzufliegen. Pacific Air Lines fusionierte 1968 mit Bonanza Air Lines und West Coast Airlines und gründete Air West, die 1970 nach der Übernahme durch Howard Hughes in Hughes Airwest umbenannt wurde.

## Flugbetrieb
Pro Jahr werden etwa 400.000 Passagiere transportiert.
Im Jahre 2022 haben 59.179 Flugbewegungen stattgefunden, davon 9.144 lokale Bewegungen, 30.016 Zwischenlandungen, 12.430 Air-Taxi-Flüge, 2.483 militärische Flüge und 2.483 Frachtflüge. 112 einmotorige und 19 zweimotorige Flugzeuge und 21 Jetflugzeuge und waren 2022 hier stationiert.
Die wichtigsten Fluggesellschaften für den Flughafen sind Alaska Airlines, United Airlines, Allegiant Air und American Airlines.

## Zwischenfälle
- 8. September 1987: Eine Beechcraft Model 95 mit dem Luftfahrzeugkennzeichen N845B stürzte ab, alle 3 Insassen kamen ums Leben.[22]

- Am 13. Juli 2021 verunglückte eine Cessna 421C Golden Eagle III mit dem Luftfahrzeugkennzeichen „N678SW“. Vor dem Start stornierte die Pilotin einen von ihr eingereichten IFR-Flugplan und beantragte eine VFR-On-Top-Freigabe[23], die der Fluglotse erteilte. Nach einer Kurskorrektur nach dem Abflug vom Flughafen ging das Flugzeug in den Sinkflug über. Der Lotse gab zwei Warnungen wegen zu geringer Flughöhe aus, ohne dass die Pilotin darauf reagierte. Es gab keinen weiteren Funkverkehr mit der Pilotin. Das Flugzeug setzte den Sinkflug fort, bis es Bäume, Gelände und ein Wohnhaus etwa 1,6 km vom Abflughafen entfernt berührte.[24]